# 하이퍼텍스트 문학
하이퍼텍스트 문학(- 文學, 영어: hypertext literature)은 전자 문학(Electronic literature)의 한 장르로, 독자와의 상호작용과 비선형성을 위한 새로운 맥락을 제공하는 하이퍼링크를 문학에 사용하는 것이 특징이다. 독자는 대체로 한 본문에서 다른 본문으로 이동하는 링크를 선택하고, 그렇게 하다보면 독자는 가능한 이야기의 여러 흐름들 중에서 하나의 이야기를 스스로 엮어 나가게 되는 것이다.

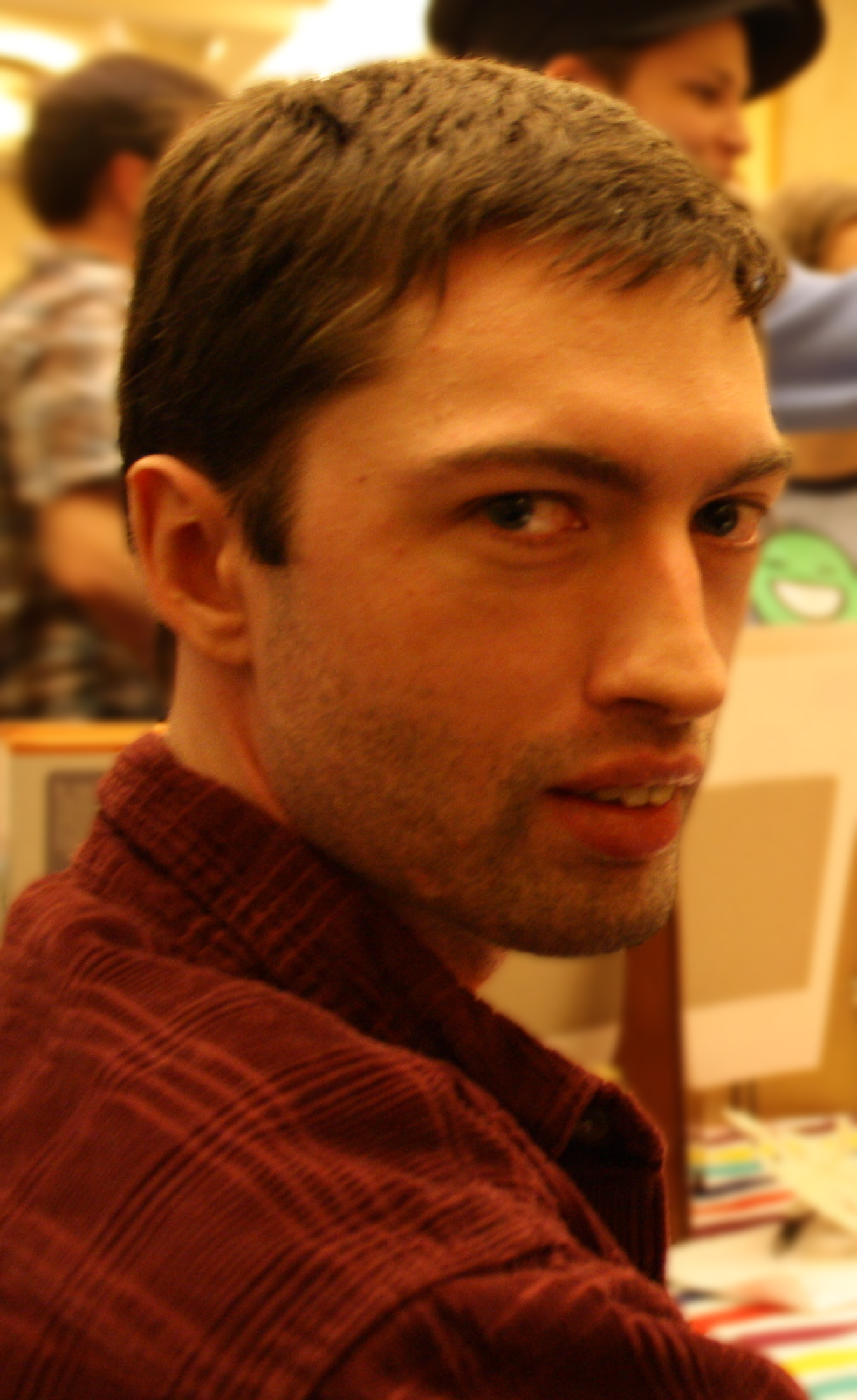
하이퍼텍스트 문학 및 웹코믹 《홈스턱》을 연재한 적 있는 미국의 웹코믹 겸 하이퍼텍스트 문학 작가 앤드루 허시 (Andrew Hussie).

## 같이 보기
- 게임북
- 하이퍼텍스트 시
- 인터랙티브 픽션
- SCP 재단
- 비주얼 노벨